# Alcedininae
Az Alcedininae a madarak osztályának szalakótaalakúak (Coraciiformes) rendjébe és a jégmadárfélék (Alcedinidae) családjába tartozó alcsalád.
Egyes rendszerezések külön családként sorolják be  Alcedinidae néven.

## Rendszerezés
Az alcsaládba az alábbi nemek tartoznak:
- Ispidina
- Corythornis
- Alcedo
- Ceyx